# Martin Samuel Kroch

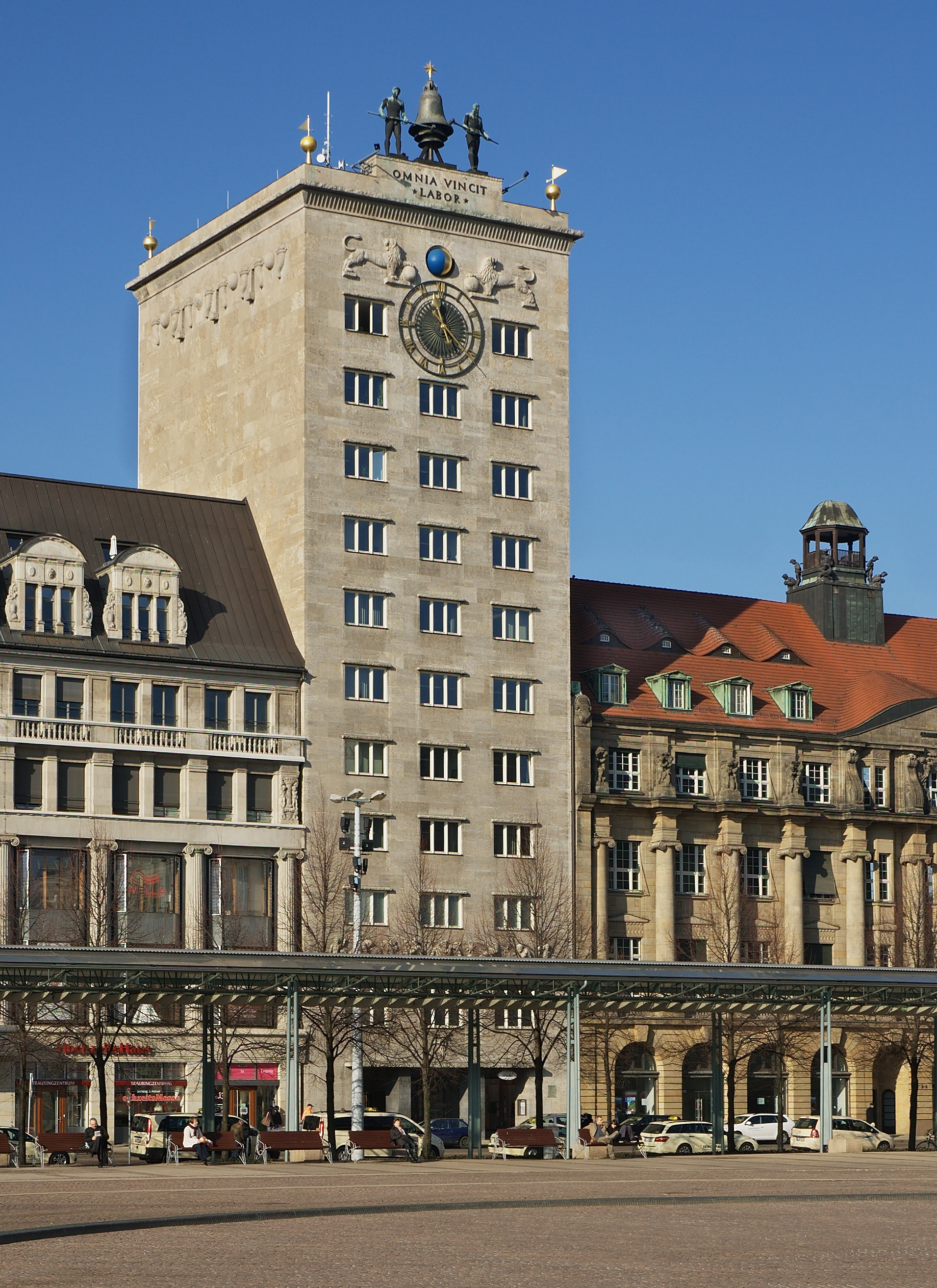
Krochhochhaus am Leipziger Augustusplatz

Martin Samuel Kroch (* 20. November 1853 in Breslau; † 25. Oktober 1926 in Leipzig) war der Begründer des Familienunternehmens Kroch.

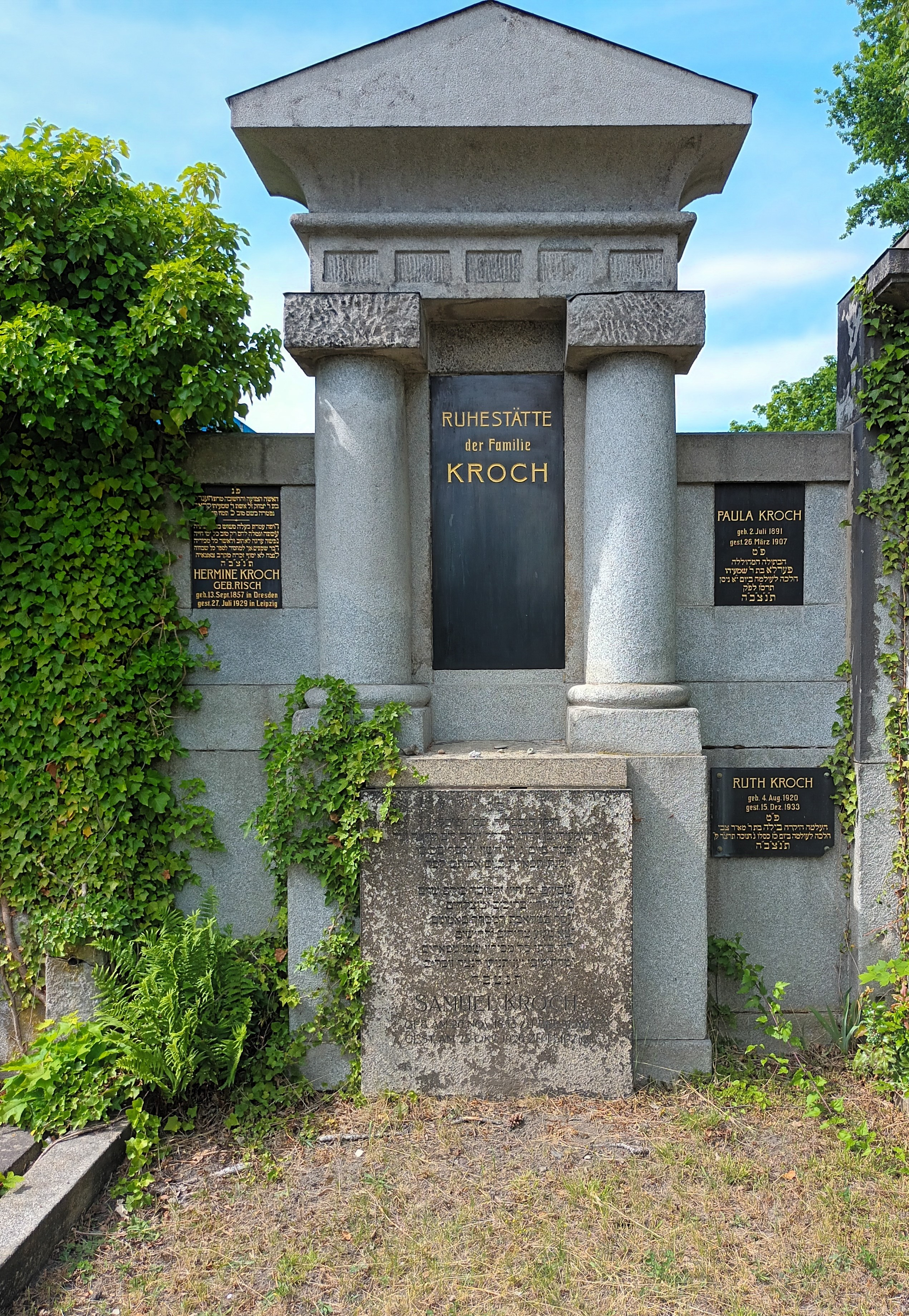
Grabstätte Martin Samuel Kroch und Angehörige

## Leben und Werk
Kroch entstammt einer Thora-Gelehrtenfamilie in Schlesien. Wenige Jahre nach seiner Geburt ließ sich die Familie in Leipzig nieder. Kroch selbst begann zunächst mit einem Getreidehandel, bevor er ins Bankgeschäft und schließlich in den Immobilienhandel einstieg. Das 1877 gegründete „Bankhaus Kroch jr.“ ist eine Gründung von Martin Samuel Kroch. Sein Sohn Hans Kroch, der den Familienbetrieb ausbaute, errichtete das Krochhochhaus. 
Es schien Samuel Kroch sinnvoll, ein Finanzinstitut zu errichten, um seinen bäuerlichen Getreidelieferanten und den Bäckereibetrieben, die ihm das Mehl abnahmen, Kredite gewähren zu können oder den Zahlungsverkehr zu erleichtern. Sein Unternehmen florierte, sodass er außer einer Korn- und Sägemühle umfangreichen landwirtschaftlichen Besitz erwarb. 
Auch der Leipziger Industriepalast geht auf Martin Samuel Kroch zurück. 1903 erwarb der Talmud-Thora-Verein unter Vorsitz des jüdischen Kaufmanns und Bankiers Martin Samuel Kroch, (Vater von Hans Kroch) das Gebäude von Friedrich Gutfreund in der Leipziger Keilstraße, aus dem dann die Brodyer Synagoge wurde. Bei dem Umbau im Jahre 1904 wurden die Wohnungen des Erd- und ersten Obergeschosses zu einem einzigen Raum zusammengefasst. Nach den Umbauarbeiten wurde die Synagoge nach der ukrainischen Stadt Brody benannt.
Durch Arisierung wurde dieses jüdische Familienunternehmen enteignet.
Martin Samuel Kroch wurde 1926 auf dem alten jüdischen Friedhof in Leipzig begraben.

## Weblink
- Ralf Julke: Die 150-jährige Geschichte der Familie Kroch und ihrer legendären Unternehmen in Leipzig, Leipziger Internet Zeitung